# 루이기 카푸아나
루이지 카푸아나(Luigi Capuana, 1839년 5월 28일 ~ 1915년 11월 29일)는 이탈리아의 작가이고 언론인이며 진실주의 또는 자연주의 운동의 가장 중요한 구성원 중 한 명 이었다. 그는 지오반니 베르가와 동시대 인물로, 둘다 카타니아지방에서 같은 해에 태어났다. 그는 또한 프랑스 작가이자 자연주의 운동의 창시자인 에밀 졸라의 작품에 영향을 받은 최초의 작가 중 한 명이었다. 카푸아나는 또한 시를 시실리아어로 썼는데, 그 예가 아래에 나온다.
그는 희곡인 헤이 에리카(Hey Erica) (" 가리발디 ", " Vanitas Vanitatum ", " 패러디", " 세미리트미 "), 이야기 (l'arte ", " Gli "ismi" contemporanei "Studi letteratura contemporanea ", " Cronache letterarie ", " Il teatro italiano contemporaneo "), 소설 (" Giacinta ", " Marchesa di Roccaverdina ", " La sfinge ", " Profumo ", " Rassegnazione ")과 여러 가지 다른 극적인 작품의 저자이었다.

## 전기

### 그의 출신 및 성장
루이지 카푸아나는 카타니아 지방의 미네오에서 태어났다. 그의 가족은 부유했고 마을의 재산을 소유했다. 그는 국립 대학에 다녔다.
1851년에 그는 카타니아에 있는 브론테사관 대학에 등록했지만 결국 2년 후에 중퇴했다. 그리고 독학으로 공부를 계속했다.

졸업해서 그는 1857년에 카타니아에서 법학부로 등록했지만 1860년 가리발디의 이탈리아 통일에 참여하기 위하여 포기하고 미네오의 반란의 비밀 위원회의 비서가 되었다. 그리고 나중에는 초기시민회의의 장관이 되었다.

### "문학 모험"
1861년 카푸아나는 갈라톨라에 의해 출판된 3편의 전설적인 희곡 《가리발디》를 써 놓았다. 1864년 그는 피렌체에서 문학 여행을 시작했다. 그는 연대의 대부분을 이탈리아 저자(알레아드를 포함한)를 만나면서 기록했다. 그는 1865년에 〈이탈리아 평론〉이라는 평론문을 출판했다. 1866년 국민을 위한 비평가가 되었다. 1867년에는 연속적으로 《피렌체 일기》를 출판했다. 그의 첫 번째 중편 소설 〈킴발루스 박사〉(Dr. Cymbalus)는 알렉상드르 뒤마의 작품인《La boîte d'argent》를 모델로 한 것이었다. 그는 피렌체에 1868년까지 머물렀다.

### 시칠리아 귀환
1868년에 카푸아나는 시칠리아로 돌아왔고 잠시 동안 머무를 계획을 세웠다. 그러나 그의 부친이 사망하고, 경제적인 어려움으로 인해 그는 섬에 예상보다 더 오래 머무르게 되었다. 그는 장학사로서 일했고, 그후에는 도시의 시장으로 선출될 때까지 미네오 시의 고문으로 일했다.
이 기간 동안 그는 헤겔의 관념 철학에 대해서 많은 것을 배웠다. 그는 특별히 "Dopo la Laurea"라는 글에서 감명을 받았는데, 그 글은 실증주의에 입각한 것이었고, 문학 장르의 죽음과 진화에 관한 이론을 발달시킨 헤겔 철학의 신봉자 안젤로 카밀로 데 메이스(Angelo Camillo De Meis)가 쓴 것이었다.

### 카타니아:대학의 일과 죽음
1902년에 카푸아나는 카타니아로 자리를 옮기고, 그 지방 대학에서 사전편찬과 문체론을 강의하였다.
그의 마지막 작품에는 "Coscienze" (1905년), "Nel paese di Zàgara" (1910년), and "Gli Americani di Rabbato" (1912년)가 포함된다.
카푸아나는 카타니아에서 1915년 11월 29일에 사망했다. 이탈리아가 제1차 세계대전에 참전한 지 얼마 안 된 시점이었다.

## 시칠리아 시

### Sta notti...〈오늘 밤〉(Tonight)
| Sicilian                               | 한국어(English)                                                                           |
| -------------------------------------- | ----------------------------------------------------------------------------------------- |
| Sta notti mi sunnai quattru funtani,   | 오늘 밤 나는 네 곳에 흐르는 샘을 꿈꾸네(Tonight I dreamt of four fountains)               |
| Quattru pedi d'aranciu a lu ciuriri;   | 꽃이 핀 네 그루 오렌지 나무도 보네(Of four orange trees about to blossom)                 |
| Vitti li stiddi scinniri e acchianari, | 나는 보았네 별들이 오르락내리락 춤추는 것을(I saw the stars descend and ascend)           |
| Vitti lu suli comu un lebbru jiri;     | 나는 보았네 태양이 산토끼처럼 뛰노는 것을(I saw the sun run like a hare)                  |
| Vitti n'aquila fina a lu vulari,       | 나는 보았네 멋진 독수리가 떠오르려고 꿈틀거리는 것을(I saw a fine eagle ready to soar)    |
| Vitti lu cori tò npettu viniri;        | 나는 보았네 당신의 심장이 내 가슴으로 들어오는 것을(I saw your heart come into my breast) |
| Ca siddu mi putieva arrisbigghiari,    | 그리고 나는 깨달았네(And could I have awakened)                                           |
| Nun ti l'avissi cchiù lassatu jiri.    | 나 절대로 당신을 떠나보낼 수 없음을(I would never have let you go)                        |